# 마빈 베토리
마빈 베토리(Marvin Vettori, 1993년 9월 20일 ~ )는 이탈리아의 종합격투기 선수로, UFC 미들급에서 활약하고 있다. 뛰어난 체력과 압박 스타일을 기반으로 한 경기 운영으로 주목받으며, 'The Italian Dream'이라는 별명을 사용한다.

## 선수 경력
2012년 프로 데뷔 이후 유럽 무대에서 활동하다 2016년 UFC에 입성하였다. 초반에는 Antonio Carlos Junior, Omari Akhmedov와의 접전 끝에 무승부, 판정패 등을 기록했으나 Jack Hermansson, Karl Roberson, Kevin Holland 등을 꺾으며 미들급 상위권에 진입했다.
2021년에는 Israel Adesanya와의 타이틀전에 도전했으나 판정패했고, 이후 Paulo Costa를 상대로 UFC 메인이벤트에서 판정승을 거두며 존재감을 과시했다. 이후 Robert Whittaker와 Jared Cannonier에게 연패했고, 2023년 UFC 286에서는 Roman Dolidze를 상대로 판정승을 거두었다.

## 종합격투기 전적
| 결과 | 전적   | 상대             | 방식                         | 대회            | 날짜       | 장소              |
| ---- | ------ | ---------------- | ---------------------------- | --------------- | ---------- | ----------------- |
| 패   | 19–7–1 | Jared Cannonier  | 판정 (전원일치)              | UFC on ESPN 46  | 2023-06-17 | 미국 라스베이거스 |
| 승   | 19–6–1 | Roman Dolidze    | 판정 (전원일치)              | UFC 286         | 2023-03-18 | 영국 런던         |
| 패   | 18–6–1 | Robert Whittaker | 판정 (전원일치)              | UFC on ESPN 37  | 2022-09-03 | 프랑스 파리       |
| 승   | 18–5–1 | Paulo Costa      | 판정 (전원일치)              | UFC Fight Night | 2021-10-23 | 미국 라스베이거스 |
| 패   | 17–5–1 | Israel Adesanya  | 판정 (전원일치)              | UFC 263         | 2021-06-12 | 미국 애리조나     |
| 승   | 17–4–1 | Kevin Holland    | 판정 (전원일치)              | UFC on ABC 2    | 2021-04-10 | 미국 라스베이거스 |
| 승   | 16–4–1 | Jack Hermansson  | 판정 (전원일치)              | UFC on ESPN 19  | 2020-12-05 | 미국 라스베이거스 |
| 승   | 15–4–1 | Karl Roberson    | 서브미션 (리어네이키드 초크) | UFC on ESPN     | 2020-06-13 | 미국 라스베이거스 |
| 승   | 14–4–1 | Andrew Sanchez   | 판정 (전원일치)              | UFC Fight Night | 2019-10-12 | 미국 탬파         |
| 승   | 13–4–1 | Cezar Ferreira   | 판정 (전원일치)              | UFC on ESPN+ 1  | 2019-01-19 | 미국 브루클린     |

## 타이틀 및 수상
- UFC Fight of the Night 2회 (vs Jack Hermansson, Paulo Costa)
- UFC Performance of the Night 1회

## 관련 문서
- UFC
- 미들급 (MMA)
- 이스라엘 아데산야
- 파울로 코스타
- 로버트 휘태커
- 재러드 캐노니어